# Литовская Тариба
Лито́вская Тари́ба (лит. Lietuvos Taryba — «Совет Литвы») — орган власти в Литве, созданный 18—22 сентября 1917 года, провозгласивший независимость Литвы и преобразованный 11 июля 1918 года в Государственный Совет Литвы (лит. Lietuvos Valstybės Taryba).

## Образование
Избрана на Вильнюсской конференции с участием 214 делегатов, проходившей под руководством Йонаса Басанавичюса 18—22 сентября 1917 года в Театре на Погулянке. Председателем был избран Антанас Сметона. Было зарезервировано 5 мест для представителей белорусского, еврейского, польского населения.

## Состав
Первоначально было выбрано 6 ксендзов (помимо 4 вошедших в Тарибу Юозас Станкявичюс из Вильны и Пранцишкус Урбанавичюс из Тельш), однако из-за протестов части собравшихся Юозас Станкявичюс и Пранцишкус Урбанавичюс уступили свои места Станиславу Нарутовичу и Йонасу Вилейшису.
- Йонас Басанавичюс (лит. Jonas Basanavičius)
- Салямонас Банайтис (лит. Saliamonas Banaitis)
- Миколас Биржишка (лит. Mykolas Biržiška)
- Казис Бизаускас (лит. Kazys Bizauskas)
- Йонас Вайлокайтис (лит. Jonas Vailokaitis)
- Йонас Вилейшис (лит. Jonas Vileišis)
- Пранас Довидайтис (лит. Pranas Dovydaitis)
- Стяпонас Кайрис (лит. Steponas Kairys) социал-демократ
- Пятрас Климас (лит. Petras Klimas)
- Донатас Малинаускас (лит. Donatas Malinauskas)
- Владас Миронас (лит. Vladas Mironas) священник
- Станислав Нарутович (лит. Stanislovas Narutavičius)
- Алфонсас Пятрулис[англ.] (лит. Alfonsas Petrulis) священник
- Антанас Сметона (лит. Antanas Smetona)
- Йонас Смилгевичюс (лит. Jonas Smilgevičius)
- Юстинас Стаугайтис (лит. Justinas Staugaitis) священник

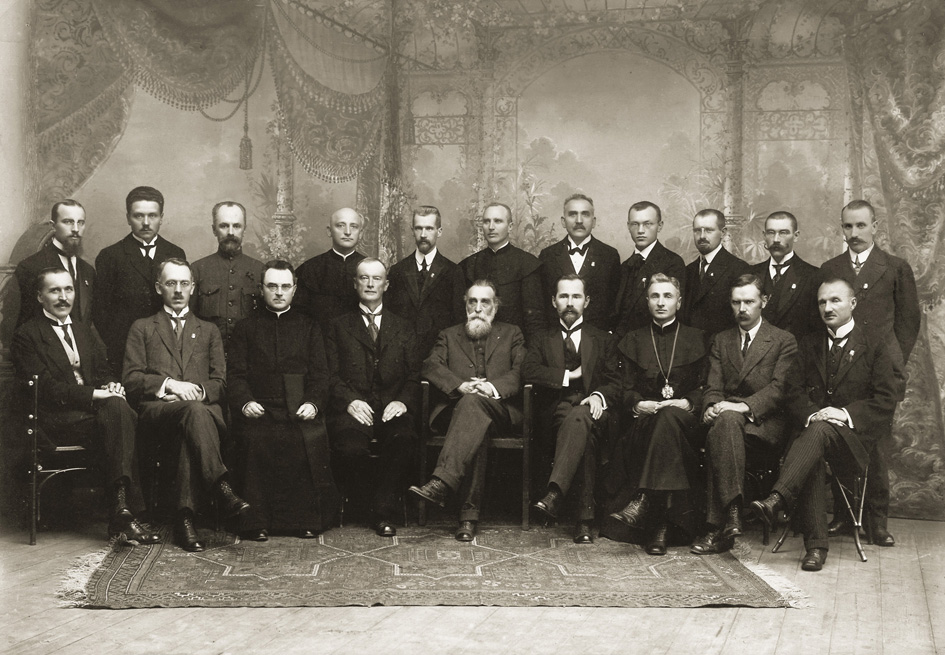
Государственный Совет Литвы

- Александрас Стульгинскис (лит. Aleksandras Stulginskis)
- Юргис Шаулис (лит. Jurgis Šaulys) беспартийный
- Казимерас Стяпонас Шаулис[англ.] (лит. Kazimieras Steponas Šaulys) священник
- Йокубас Шярнас (лит. Jokūbas Šernas)

В президум, помимо председателя Антанаса Сметоны, вошли Стяпонас Кайрис (вице-председатель), Юстинас Стаугайтис (вице-председатель), Юргис Шаулис (генеральный секретарь), Пятрас Климас (секретарь).
18 июля 1918 года в Тарибу были кооптированы Юргис Алякна, Аугустинас Вольдемарас, Элизиюс Даугялис, Мартинас Ичас, Витаутас Пятрулис, Юозас Пурицкис.

## Деятельность
В ходе Первой мировой войны территория Литвы с 1915 года была оккупирована германскими войсками (территория Ober Ost).
11 (24) декабря 1917 года, то есть вскоре после начала Брестских переговоров, Тариба приняла декларацию о восстановлении независимости Литвы и «вечных союзных связях Литовского государства с Германией». «За» проголосовало 14 членов, 2 воздержалось, 4 проголосовало «против». Они (Й. Вилейшис, С. Кайрис, С. Нарутович, Й. Смиглявичюс) 18 января 1918 года представили свой вариант акта независимости, утверждавшего свободу Литвы от каких-либо союзных обязательств и представлявшего Учредительному сейму решение судеб государства. Под их давлением Тариба 16 февраля 1918 года приняла «Акт о независимости Литвы». Его подписали все 20 членов Тарибы.
Номер газеты «Летувос айдас», в котором был опубликован Акт независимости, немецкие власти конфисковали; типография Мартина Кухты, в которой Акт независимости был отпечатан отдельным листом, была закрыта. 21 февраля канцлер Германии уведомил Тарибу, что германское государство не может признать независимости Литвы на иных началах, нежели тех, которые зафиксированы в декабрьской декларации. 28 февраля президиум Тарибы заявил, что обе декларации не противоречат друг другу, декабрьская декларация устанавливает основы будущих отношений Литвы и Германии, и что Тариба согласна на признание независимости в соответствии с принципами декларации 11 (24) декабря 1917 года.
23 марта 1918 года император Вильгельм II признал независимость Литвы. На основании акта о признании литовской государственности, подписанным Вильгельмом II, Тариба 11 июля 1918 года была преобразована в Государственный Совет Литвы.

## Государственный Совет
13 июля 1918 года Государственный Совет Литвы принял решение установить в Литве конституционную монархию и предложить вюртембергскому принцу Вильгельму фон Ураху корону Королевства Литва (под именем Миндаугаса II). 2 ноября 1918 года это решение было отозвано. Были приняты основные положения Временной конституции Литвы. Руководствуясь этими положениями, Президиум Государственного Совет 11 ноября 1918 года утвердил первое временное правительство Литвы из шести министров под руководством Аугустинаса Вольдемараса, тем самым дав начало созданию государственного аппарата Литвы.
В связи с наступлением на Вильно красных частей 2 января 1919 года Совет переехал в Ковно. 4 апреля 1919 года Государственный Совет принял вторую временную Конституцию Литвы, устанавливавшую введение должности президента. Первым президентом Литвы был избран Антанас Сметона. 16 апреля Совет был распущен, но вскоре возобновил свою деятельность, прекратившуюся с созывом Учредительного сейма (15 мая 1920 года).